# Doi Mai
Pour les articles homonymes, voir Deux-Mai.
Doi Mai (API : /doj maj/, selon les règles littéraires) ou 2 Mai (selon la liste officielle des localités de la République socialiste de Roumanie annexée à la loi 2/1968, qui ignore la règle littéraire réservant l'usage des chiffres pour exprimer des nombres) est un village de pêcheurs et touristique de la commune roumaine de Limanu, non loin de la frontière bulgare, dans le județ de Constanța en Dobrogée, province historique de Roumanie, sur la côte ouest de la mer Noire entre Mangalia et Vama Veche.

## Histoire
Le village fut créé par Mihail Kogălniceanu en 1887 sous le nom de Două Mai. Outre les Roumains et les pêcheurs Pontiques des environs, ses premiers habitants étaient des réfugiés Russes de Bucarest, de Iași et de Galați, membres du mouvement des Scoptes, ayant fui la politique du tzar Alexandre III de Russie. Plus tard des Lipovènes du județ de Tulcea et des Roumains du județ d'Argeș s'y installèrent aussi.
La principale activité du village est l'agriculture, la pêche et le tourisme.

## Note
1. ↑  Eugène Pittard, La Roumanie : Valachie - Moldavie - Dobrudja, Paris 1917, page 299.